# ダックスープ
ダックスープ（Duck Soup）は、日本の芸能事務所。所在地は東京都渋谷区松濤1丁目。
劇団「ナイロン100℃」の公演製作会社「株式会社シリーウォーク」が受け持っていた、俳優のマネージメント業務を分離して発足。ダックスープの名はマルクス兄弟の映画（邦題・『我が輩はカモである』）に由来している。現在はナイロン100℃所属者の一部に加え、舞台を中心に活動するナイロンとは無関係の俳優なども多く在籍している。

## 主な所属俳優

### 男性
- 大津尋葵
- 粕谷吉洋
- 金子岳憲
- 小村裕次郎
- 堺沢隆史
- 佐々木光弘
- 扇田拓也
- 野間口徹
- 原金太郎
- 廣川三憲
- ブルー&スカイ
- 細川洋平
- 三浦俊輔
- 廻飛呂男
- 師岡広明
- 吉田亮
- 吉増裕士
- 山崎一（業務提携）

### 女性
- 池谷のぶえ
- いせゆみこ
- 延増静美
- 長田奈麻
- 島田桃依
- 杉山薫
- 高田郁恵
- 村上寿子
- 安澤千草
- 渡辺道子
- 和田瑠子（旧芸名：藻田留理子）

## 過去に所属していた俳優
- 荒井タカシ
- 大山鎬則（現所属：大沢事務所）
- 眼鏡太郎（現所属：バウムアンドクーヘン）
- 喜安浩平（現所属：フィグライト）
- 黒田大輔（現所属：空）
- 柴田雄平
- 杉山彦々（現芸名：杉山ひこひこ、現所属：バウムアンドクーヘン）
- 玉置孝匡（現所属：舞プロモーション）
- 田村健太郎（現所属：吉住モータース）
- 永井秀樹（現所属：バウムアンドクーヘン）
- 森啓一郎（現所属：バウムアンドクーヘン）
- 植木夏十（現所属：キューブ）
- 遠藤留奈
- 松浦羽伽子